# Oncaea longiseta
Oncaea longiseta is een eenoogkreeftjessoort uit de familie van de Oncaeidae. De wetenschappelijke naam van de soort is voor het eerst geldig gepubliceerd in 1968 door Shmeleva.